# 千住大橋站
千住大橋站（日语：／ Senjuōhashi eki */?）是位於日本東京都足立區千住橋戶町，屬於京成電鐵本線的鐵路車站。車站編號是KS05。

## 年表
- 1931年（昭和6年）12月19日 - 車站啟用。
- 2002年（平成14年）10月12日 - 改點，僅停靠普通班次。
- 2010年（平成22年）7月17日 - 改點，成為快速班次停靠站。
- 2014年（平成24年）2月28日 - 站前交通廣場啟用。
- 2017年（平成29年）4月 - 站前改建工程完工。

## 車站構造
本站為島式月台2面4線高架車站。月台有效長度為八輛編組。付費區層有電梯通往月台。
過去曾是急行列車停靠站，並有部分急行列車在此實施緩急接續，2002年10月12日改點起僅停靠普通列車。之後本站在早晨傍晚時段實施待避等待優等列車通過，2010年7月17日改點起增停快速班次，再次實施緩急接續（但是白天時段沒有京成上野起訖的快速班次，只有普通班次停車）。
2003年以前，本站採用亮燈式進站顯示器，之後已改用LED式列車資訊顯示器。
上野方向有下行至上行的橫渡線，3、4號線可往上野方向發車（設有信號機）。
本站為站長配置站。
| 月台 | 路線     | 方向 | 目的地                         |
| ---- | -------- | ---- | ------------------------------ |
| 1、2 | 京成本線 | 下行 | 日暮里、上野方向               |
| 3、4 | 京成本線 | 上行 | 船橋、成田機場、千葉、金町方向 |

## 利用情況
2017年度1日平均上下車人次為15,385人在京成線全69站中排名第33位。
近年1日平均上下、上車人次的推移如下表。
| 年度               | 1日平均 上下車人次 | 1日平均 上車人次 | 來源     |
| ------------------ | ------------------ | ---------------- | -------- |
| 1974年（昭和49年） |                    | 9,645            | [ * 1 ]  |
| 1975年（昭和50年） |                    | 9,299            | [ * 2 ]  |
| 1976年（昭和51年） |                    | 9,113            | [ * 3 ]  |
| 1977年（昭和52年） |                    | 8,944            | [ * 4 ]  |
| 1978年（昭和53年） |                    | 9,034            | [ * 5 ]  |
| 1979年（昭和54年） |                    | 8,820            | [ * 6 ]  |
| 1980年（昭和55年） |                    | 8,617            | [ * 7 ]  |
| 1981年（昭和56年） |                    | 8,475            | [ * 8 ]  |
| 1982年（昭和57年） |                    | 8,197            | [ * 9 ]  |
| 1983年（昭和58年） |                    | 7,933            | [ * 10 ] |
| 1984年（昭和59年） |                    | 7,759            | [ * 11 ] |
| 1985年（昭和60年） |                    | 7,680            | [ * 12 ] |
| 1986年（昭和61年） |                    | 7,693            | [ * 13 ] |
| 1987年（昭和62年） |                    | 7,733            | [ * 14 ] |
| 1988年（昭和63年） |                    | 7,809            | [ * 15 ] |
| 1989年（平成元年） |                    | 7,716            | [ * 16 ] |
| 1990年（平成02年） |                    | 7,664            | [ * 17 ] |
| 1991年（平成03年） |                    | 7,682            | [ * 18 ] |
| 1992年（平成04年） |                    | 7,599            | [ * 19 ] |
| 1993年（平成05年） |                    | 7,480            | [ * 20 ] |
| 1994年（平成06年） |                    | 7,159            | [ * 21 ] |
| 1995年（平成07年） |                    | 6,950            | [ * 22 ] |
| 1996年（平成08年） |                    | 6,747            | [ * 23 ] |
| 1997年（平成09年） |                    | 6,543            | [ * 24 ] |
| 1998年（平成10年） |                    | 6,359            | [ * 25 ] |
| 1999年（平成11年） |                    | 6,142            | [ * 26 ] |
| 2000年（平成12年） |                    | 6,018            | [ * 27 ] |
| 2001年（平成13年） |                    | 5,920            | [ * 28 ] |
| 2002年（平成14年） | 12,179             | 5,922            | [ * 29 ] |
| 2003年（平成15年） | 12,012             | 5,859            | [ * 30 ] |
| 2004年（平成16年） | 11,562             | 5,719            | [ * 31 ] |
| 2005年（平成17年） | 11,404             | 5,635            | [ * 32 ] |
| 2006年（平成18年） | 10,575             | 5,350            | [ * 33 ] |
| 2007年（平成19年） | 10,590             | 5,272            | [ * 34 ] |
| 2008年（平成20年） | 10,873             | 5,435            | [ * 35 ] |
| 2009年（平成21年） | 10,803             | 5,408            | [ * 36 ] |
| 2010年（平成22年） | 10,429             | 5,221            | [ * 37 ] |
| 2011年（平成23年） | 10,134             | 5,074            | [ * 38 ] |
| 2012年（平成24年） | 10,758             | 5,406            | [ * 39 ] |
| 2013年（平成25年） | 11,326             | 5,707            | [ * 40 ] |
| 2014年（平成26年） | 12,949             | 6,510            | [ * 41 ] |
| 2015年（平成27年） | 14,496             | 7,296            | [ * 42 ] |
| 2016年（平成28年） | 14,992             | 7,538            | [ * 43 ] |
| 2017年（平成29年） | 15,385             |                  |          |

## 車站周邊
站前正在進行都市再開發。
- 美食廣場大橋 - 高架下的商業設施。有7-ELeven等商店。
- 日光街道（國道4號）千住宿
- 千住大橋（日语：千住大橋）
- PONTE GRANDE TOKYO（日语：ポンテグランデTOKYO）
  - PONTE PORTA千住
  - NIPPI本社
  - 千住大橋櫻花公園
  - OBER GRANDIOUS千住大橋
  - AQUA VISTA
  - MIZUNO FUTSAL PLAZA千住大橋
- 橋戶町稻荷神社
- 千住金屬工業 (SMIC)
- 石洞美術館
- 芭蕉句碑
- 東京都中央批發市場足立市場
- 千住河原郵便局
- 素盞雄神社（日语：素盞雄神社 (荒川区)）
- 荒川区立荒川故鄉文化館 / 南千住圖書館
- 拉麵二郎千住大橋站前店
- LIFE（日语：ライフコーポレーション）南千住店
- 足立區立第一中學校（日语：足立区立第一中学校）
- 千葉灸冶院跡
- 帝京科學大學（日语：帝京科学大学）
- 東京藝術大學
- 北千住站 - 步行15分程度。由於JR線可在日暮里站轉乘，東京地下鐵千代田線可在町屋站轉乘，東武線可在京成關屋站（牛田站）轉乘，因此本站沒有特別提供轉乘資訊。

### 巴士路線
最近的巴士站有、「京成中組」與「千住大橋站（站前廣場）」。以下路線由東京都交通局（都營巴士）與新日本觀光自動車、東武巴士中央、京濱急行巴士運行。
京成中組
- 草43：往千住車庫（日语：都営バス千住営業所）（舊道側）、往足立區役所 / 往三之輪站、淺草雷門（平日）、淺草壽町（週六日）（都營巴士）

千住大橋站（站前廣場）
- 春風（日语：はるかぜ (コミュニティバス)）千01：北千住站西側地域循環（新日本觀光自動車（日语：新日本観光自動車））
- 直行：往羽田機場（東武巴士中央、京濱急行巴士）※2014年4月1日開始

## 相鄰車站
京成電鐵
 本線
■快速特急、■Access特急、■特急、■通勤特急
通過
■快速
日暮里（KS02）－千住大橋（KS05）－青砥（KS09）
■普通
町屋（KS04）－千住大橋（KS05）－京成關屋（KS06）

## 外部連結
- 千住大橋｜電車與車站資訊｜京成電鐵
- 千住大橋站PDF - 京成電鐵